# ジェナ・ヘイズ
ジェナ・ヘイズ（Jenna Haze, 1982年2月22日 - ）は、アメリカ合衆国のポルノ女優。カリフォルニア州フラートン出身。

## 経歴
2003年AVN最優秀新人賞受賞。

## 出演作品
- ヒワイライト
- パイレーツ・オブ・アイランド